# هجوم خان العسل الكيميائي
كان هجوم خان العسل الكيميائي هجومًا كيميائيًا في خان العسل، محافظة حلب، سوريا، في 19 مارس 2013، والذي أدى وفقًا للمرصد السوري لحقوق الإنسان إلى مقتل ما لا يقل عن 26 قتيلًَا من بينهم 16 جنديًا حكوميًا و10 مدنيين. وبعد الحادث مباشرة، اتهمت الحكومة السورية والمعارضة كل منهما الآخر بتنفيذ الهجوم، ولكن لم يقدم أي من الجانبين وثائق واضحة. وطلبت الحكومة السورية من الأمم المتحدة التحقيق في الحادث، ولكن الخلافات على نطاق هذا التحقيق أدت إلى تأخيرات طويلة. وفي غضون ذلك، دعت الحكومة السورية روسيا إلى إرسال متخصصين للتحقيق في الحادث. وأدت العينات المأخوذة في الموقع إلى استنتاج أن الهجوم انطوى على استخدام غاز السارين، الذي يطابق التقييم الذي أجرته الولايات المتحدة. وقد حملت روسيا المعارضة المسؤولية عن الهجوم، بينما حملت الولايات المتحدة الحكومة المسؤولية. وقد وصل محققو الأمم المتحدة أخيرًا إلى الأرض في سوريا في أغسطس (مع ولاية تستثني تقييم المسؤولية عن هجمات الأسلحة الكيميائية)، ولكن وصولهم تزامن مع هجمات الغوطة 2013 الأوسع كثيرًا التي وقعت في 21 أغسطس، مما دفع بالتحقيق في خان العسل إلى «الخلفية» وفقًا لما ذكره متحدث باسم الأمم المتحدة. وخلص تقرير الأمم المتحدة، الذي اكتمل في 12 ديسمبر، إلى «احتمال استخدام الأسلحة الكيميائية في خان العسل» واعتبر أن التسمم العضوي بالفوسفات هو سبب «التسمم الجماعي».
ذكر تقرير للجنة التحقيق الدولية المستقلة بشأن الجمهورية العربية السورية في فبراير 2014 أن العوامل الكيميائية المستخدمة في هجوم خان العسل تحمل «نفس السمات الفريدة» المستخدمة في هجمات الغوطة 2013. وأشار تقرير الأمم المتحدة أيضًا إلى أن مرتكبي هجوم الغوطة «يحتمل أنهم حصلوا على مخزون الأسلحة الكيميائية التابع للجيش السوري». غير أنه في أي من الحادثتين، لم يتسن للجنة أن تستوفي «عتبة الإثبات» فيما يتعلق بتحديد هوية مرتكبي الهجمات الكيميائية.